# Smida, Cluj
Smida este un sat în comuna Beliș din județul Cluj, Transilvania, România.